# Murat Eken
Murat Eken (* 7. August 1980 in Istanbul) ist ein türkischer Schauspieler und Synchronsprecher.

## Yaşamı
Eken wurde am 7. August 1980 in Istanbul geboren. Er besuchte das Koç Özel Lisesi. Danach studierte er an der Müjdat Gezen Sanat Merkezi. Sein Debüt gab er 2006 in der Fernsehserie Bir Demet Tiyatro. Eken trat 2009 in dem Film Neşeli Hayat auf. Anschließend spielte er 2011 in der Serie Aşağı Yukarı Yemişlililer mit. Außerdem war Eken 2013 in Salih Kuşu zu sehen. Unter anderem wurde Eken 2016 für den Film Müthiş Bir Film gecastet. 2023 nahm er an der Sendung Survivor Türkiye teil.

## Filmografie (Auswahl)
Filme
- 2007: Kutsal Damacana
- 2009: Neşeli Hayat
- 2010: Çok Filim Hareketler Bunlar
- 2016: Müthiş Bir Film

Serien
- 2006: Bir Demet Tiyatro
- 2006: Hatırla Sevgili
- 2007: Ertelenmiş Hayatlar
- 2008: Sınıf
- 2008: Çok Güzel Hareketler Bunlar
- 2011: Aşağı Yukarı Yemişlililer
- 2012: Düşman Kardeşler
- 2013: Salih Kuşu
- 2013: Galip Derviş
- 2014: Kadim Dostum
- 2015: Eğlendirme Dairesi

Sendungen
- 2023: Survivor 2023

## Sprechrollen (Auswahl)
Jeremy Renner
- 2012: Marvel’s The Avengers (Clint Barton)
- 2015: Avengers: Age of Ultron (Clint Barton)
- 2016: The First Avenger: Civil War (Clint Barton)
- 2019: Avengers: Endgame (Clint Barton)